# Hradišťko I

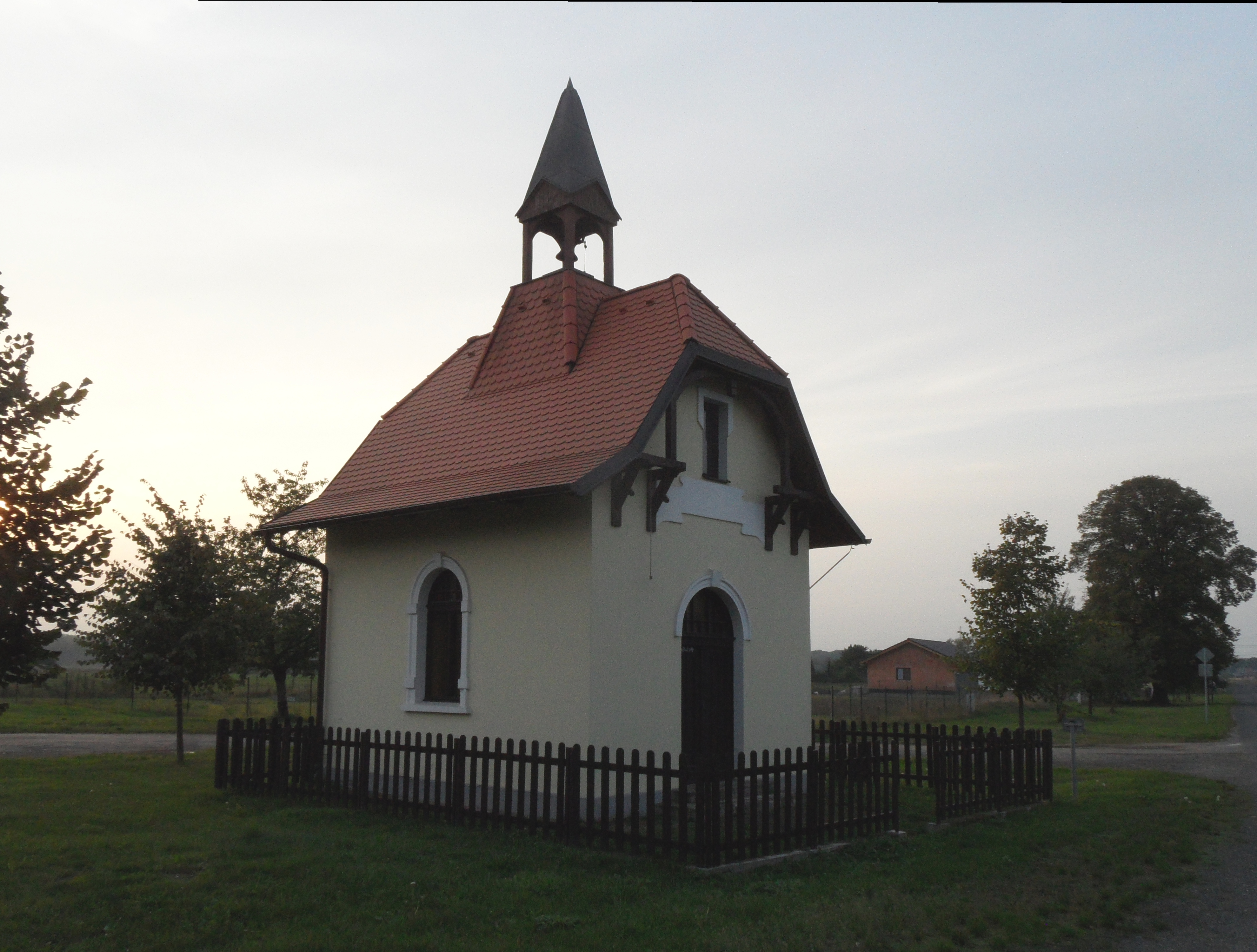
Kapelle Mariä Himmelfahrt

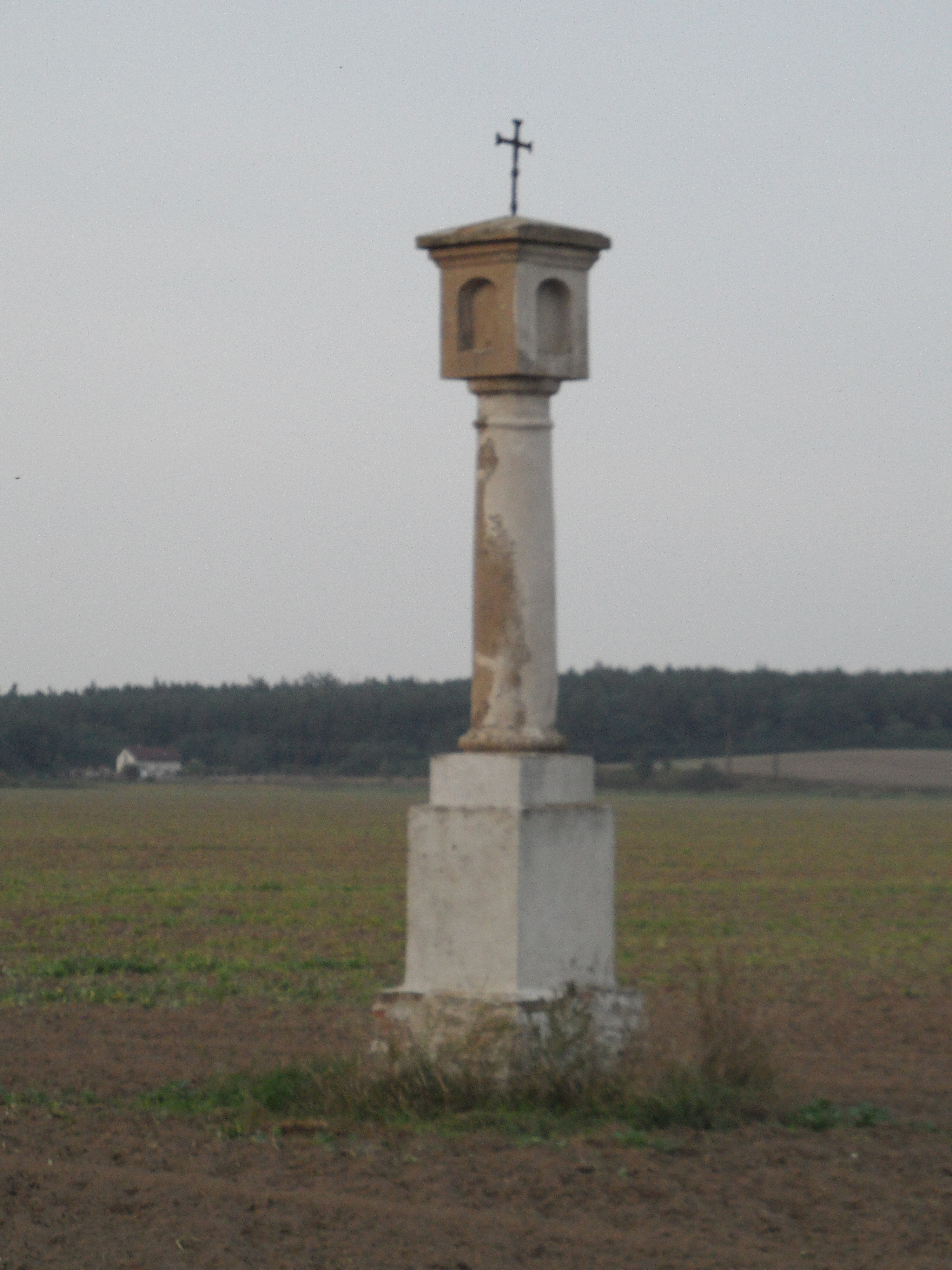
Bildstock

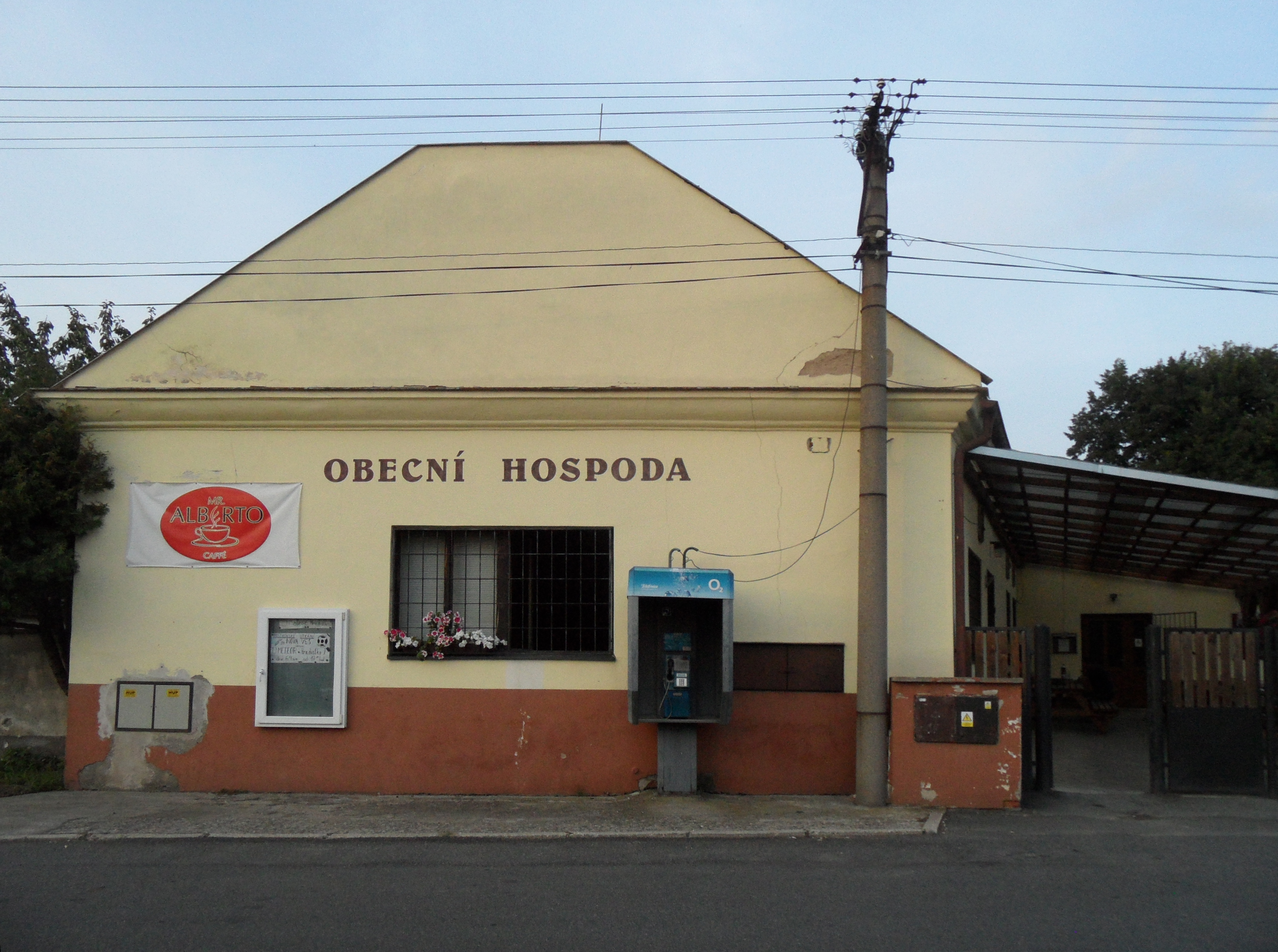
Wirtshaus

Hradišťko I, bis 1960 Hradišťko (deutsch Hradischko, 1939–45 Klein Radisch) ist ein Ortsteil der Gemeinde Veltruby in Tschechien. Er liegt vier Kilometer nördlich des Stadtzentrums von Kolín und gehört zum Okres Kolín.

## Geographie
Hradišťko I befindet sich rechtsseitig der Elbe und ihres Zuflusses Hluboký potok in der Středolabské tabule (Tafelland an der mittleren Elbe). Am südlichen Ortsrand liegen zwei Baggerseen, von denen der untere als Badegewässer genutzt wird. Östlich des Dorfes verläuft die Bahnstrecke Znojmo–Nymburk. Im Nordosten erhebt sich die Chotule (206 m n.m.), westlich liegt die Elbschleuse Klavary. Gegen Nordosten erstreckt sich das Gelände der TPCA.
Nachbarorte sind Veltruby im Norden, Karolín, Volárna, Jestřabí Lhota und Eleonorov im Nordosten, Ovčáry, Františkov und Sendražice im Osten,  Tři Dvory im Südosten, Zálabí und Brankovice im Süden, Krakorec und Ohrada im Südwesten, Klavary, Nová Ves I und Horní Nouzov im Westen sowie Dolní Nouzov, Klipec und Jezeřany im Nordwesten.

## Geschichte
Archäologische Funde belegen eine Besiedlung der Gegend während der Latènezeit. Dazu gehören ein keltisches Körpergrab aus dem 4. bis 3. Jahrhundert v. Chr. sowie ein römischer Denar aus der Zeit zwischen 150 und 125 v. Chr. Etwa im Zeitraum zwischen 950 und 1250 bestand in den Elbsümpfen auf einem an drei Seiten durch Flussmäander umgebenen Hügel am linken Elbufer die slawische Wallburg und Siedlung Svatovík. Zu dieser Zeit floss die Elbe noch östlich ihres heutigen Bettes.
Die erste schriftliche Erwähnung des Dorfes Radhostice erfolgte 1290, als Hynek von Dubá dieses dem Kloster Sedlec verkaufte. Radhostice war wegen seiner Elbnähe häufig Überschwemmungen ausgesetzt, so dass das Dorf in der ersten Hälfte des 14. Jahrhunderts aufgegeben und an einem höher gelegenen und weiter vom Fluss entfernten Platz an der nördlichen Vorburg der erloschenen Burgstätte Svatovík verlegt wurde. Nach dem neuen Standort wurde auch der neue Ortsname Rediss gewählt.
1359 wurde der Hof Liczko (Licko) im Zuge seines Verkaufs durch das Kloster Sedlec an die Königsstadt Nový Kolín erstmals erwähnt. Die Nachricht über einen Rychtář Jan Hradišťský (Henslin judex de Rediss) von 1366 belegt, dass die Umsiedlung des Dorfes Hradišťko zu dieser Zeit abgeschlossen war. Besitzer des Gutes Hradišťko waren ab 1379 Ondřej und Zikmund Strauss, ab 1390 Jan Bleibisch’s Witwe Kateřina und danach Václav von Třídvor. Am 21. April 1417 brannte das gesamte Dorf nach einem Blitzeinschlag nieder und wurde danach wiederaufgebaut. Im Jahre 1437 erwarb Bedřich von Strážnice das Gut Hradišťko sowie den Hof Licko und schlug beide seiner Herrschaft Kolín zu. Die letzte Nachricht über den Hof Licko stammt von 1553, danach erlosch er. 1628 wurde die Herrschaft Kolín an die Herrschaft Poděbrady angeschlossen. Kaiser Franz I. verkaufte die Kammerherrschaft Kolín 1829 an den Textilfabrikanten Jacob Veith. Veith, der in den erblichen Freiherrnstand erhoben war, verstarb 1833. Das Erbe, zu dem insgesamt drei Herrschaften gehörten, trat sein Sohn Wenzel Baron Veith († 1852) an.
Im Jahre 1843 bestand das im Kauřimer Kreis gelegene Rustikaldorf Hradischko beziehungsweise Hradisko aus 21 Häusern, in denen 156 Personen, darunter drei protestantische Familien lebten. Im Ort gab es ein Wirtshaus und eine Ziegelhütte. Auf den Feldern dreier Bauernhöfe auf dem Platz na starým Hradišku (Beim alten Schlosse) beziehungsweise na Walech (Bei den Wällen) westlich des Dorfes befanden sich die Wallgräben einer alten Burg (Svatovík), von der gelegentlich noch Bausteine ausgegraben wurden. Katholischer Pfarrort war Weltrub, der Amtsort war Kaisersdorf. Bis zur Mitte des 19. Jahrhunderts blieb Hradischko der Herrschaft Kolin untertänig.
Nach der Aufhebung der Patrimonialherrschaften bildete Hradišťko ab 1849 eine Gemeinde im Gerichtsbezirk Kolin. Veiths Erben verkauften die Güter 1862 an Franz Horsky. Horsky leitete umgehend eine Modernisierung der Landwirtschaft ein und ließ in den Jahren 1868 bis 1870 in der Kolíner Elbe-Vorstadt eine neue Zuckerfabrik anlegen. Ab 1868 gehörte das Dorf zum Bezirk Kolin. Im Jahre 1869 begann die Österreichische Nordwestbahn östlich des Dorfes mit dem Bau der Eisenbahn von Kolín nach Jungbunzlau. 1869 hatte Hradišťko 185 Einwohner und bestand aus 28 Häusern. Im Jahre 1900 lebten in Hradišťko 283 Menschen, 1910 waren es 308. 1930 hatte Hradišťko 378 Einwohner und bestand aus 77 Häusern. Im Zuge der Gemeindegebietsreform von 1960 erhielt die Gemeinde zur Unterscheidung zu einer dem Okres Kolín neu zugeordneten gleichnamigen Gemeinde den amtlichen Namen Hradišťko I. 1961 erfolgte die Eingemeindung nach Veltruby. Am 1. Juli 1968 wurde Hradišťko I wieder eigenständig und am 1. Januar 1980 erneut nach Veltruby eingemeindet. Beim Zensus von 2001 lebten in den 121 Häusern von Hradišťko I 325 Personen.

## Ortsgliederung
Der Ortsteil Hradišťko I bildet einen Katastralbezirk.
Zur Gemarkung gehören auch die linkselbische Halbinsel Dolní háj – eine abgeworfene große Elbschleife – und der größte Teil Elbinsel Na Srubech mit der Schleuse und dem Wasserkraftwerk Klavary.

## Sehenswürdigkeiten
- wüste slawische Wallburg Svatovík, westlich des Dorfes in den Elbauen.
- Kapelle Mariä Himmelfahrt, erbaut 1909–1910 nach Plänen des Baumeisters Josef Třešňák aus Kolín. Die Kapelle wurde im August 2009 durch einen Sturm beschädigt und im selben Jahr wieder instand gesetzt; die die Kapelle umgebenden Linden wurden dabei gefällt und neue Bäume angepflanzt.[5]
- Gedenkstein für die Gefallenen des Ersten Weltkriegs, enthüllt in den 1920er Jahren.[6]
- Barocker gemauerter Bildstock an der Straße nach Veltruby, errichtet zu Beginn des 18. Jahrhunderts[7]
- Gusseisernes Kreuz auf Sandsteinsockel, errichtet 1841[8]
- Wasserkraftwerk und Schleuse Klavary an der Elbe